# De Twee Provinciën (vervoermaatschappij)
De N.V. Vervoermaatschappij "De Twee Provinciën" (TP), gevestigd te Rotterdam, was van 1942 tot 1974 een samenwerkingsverband van streekbusmaatschappijen in delen van de twee provincies Zuid-Holland en Utrecht.
Het vervoergebied bevond zich ten zuiden van de lijn Rotterdam - Utrecht, namelijk de Krimpenerwaard, de Zwijndrechtse Waard, de Alblasserwaard, de Vijfheerenlanden en de Lopikerwaard. Belangrijke steden waar de TP-bussen kwamen, waren Rotterdam, Dordrecht, Gorinchem, Leerdam, Gouda, Culemborg en Utrecht.

## Geschiedenis
De volgende bedrijven namen deel in de TP:
- N.V. Autobusdiensten "Vereeniging" (A.V.) te Jutphaas, de voortzetting van de uit 1870 daterende Tram- en Bargediensten "Vereeniging" (T.B.V.) en sinds 1929 de exploitant van een buslijn ten zuiden van Utrecht, na opheffing van de tractortram Utrecht - Jutphaas - Vreeswijk. Het vervoergebied van de Vereeniging besloeg het oostelijke deel van het TP-net.
- N.V. Eerste Sliedrechtse Omnibus Onderneming (E.S.O.O.) te Sliedrecht, opgericht in 1925, die een aantal lijnen in het centrale deel van het vervoergebied exploiteerde met een doorverbinding naar Rotterdam.
- N.V. Reederij op de Lek (R.o.d.L.) te Kinderdijk, exploitant van de meeste lijnen in het centrale deel, die nog tot in het voorjaar van 1948 ook bootdiensten exploiteerde. De geschiedenis ging terug tot de al in 1857 opgerichte stoombootdienst op de Lek van J.H. von Santen.
- N.V. Ridderkerksche Autogarage- en Omnibusmaatschappij (R.A.G.O.M.) te Ridderkerk, daterend uit 1924 en actief in het westelijke deelgebied tussen Rotterdam en Dordrecht.

Deze particuliere bedrijven presenteerden zich vanaf 1942 als eenheid in één huisstijl onder de naam De Twee Provinciën met het beeldmerk TP, maar bleven elk zelfstandig. Voor de Commissie Vergunningen Personenvervoer, die besliste over de concessies in het streekvervoer, was daarmee voldaan aan de eis tot concentratie, al gaf de voorzitter te kennen dat hij nog liever had gezien dat de TP zelf de exploitatie op zich had genomen in plaats van de aparte bedrijven.
In de loop der jaren werden diverse trajecten van kleinere ondernemers overgenomen door de TP-bedrijven:
- in 1942 de lijn IJsselstein - Gouda van de Fa. G. Kwakernaak, h.o.d.n. Eerste Polsbroekse Auto Busonderneming, te Polsbroek
- in 1958 de lijn Gouda - Ouderkerk aan den IJssel - Krimpen aan den IJssel van de firma G. Stam & Co., h.o.d.n. Autobusonderneming "De IJssel" te Krimpen aan den IJssel, die zich al in 1946 had aangesloten bij de TP en in 1958 werd ingelijfd door de Reederij op de Lek.
- in 1964 het stadsvervoer te Sliedrecht van de Fa. A. Broere te Sliedrecht
- in 1965 de diensten IJsselstein - Utrecht die de firma J. van de Wijngaard te IJsselstein op grond van een overeenkomst met de "Vereeniging" had uitgevoerd
- in 1968 de lijn Schoonhoven - IJsselstein - Jutphaas - Utrecht van de NV Van Ieperen en Verhoefs Autovervoer Ondernemingen te Schoonhoven (VIVAVO, h.o.d.n. VAVO)
- in 1968 de lijn Gouda - Berkenwoude - Lekkerkerk van de NV v/h A.M. van Eldik te Gouda, onderdeel van VIVAVO.

De beide laatstgenoemde bedrijven deelden tot aan het moment van overname de gebiedsconcessie met de TP.

## Overname door NS en vorming van Westnederland
Ten slotte kon ook de TP haar particuliere status niet handhaven. In 1966 werd als eerste de RAGOM ingelijfd door de Nederlandse Spoorwegen. De directeur van NS-dochteronderneming WSM ging toen ook leiding geven aan de RAGOM, die haar lijnen vanuit Ridderkerk bleef exploiteren binnen het TP-verband, ook nadat de WSM in 1969 gefuseerd was met Citosa tot Verenigd Streekvervoer Westnederland, kortweg Westnederland. Pas nadat de andere drie bedrijven eerst waren samengevoegd onder de paraplu van de Reederij op de Lek en in 1971 door de NS waren overgenomen, ging de complete Twee Provinciën in 1974 op in Westnederland.